# Galleria Umberto I

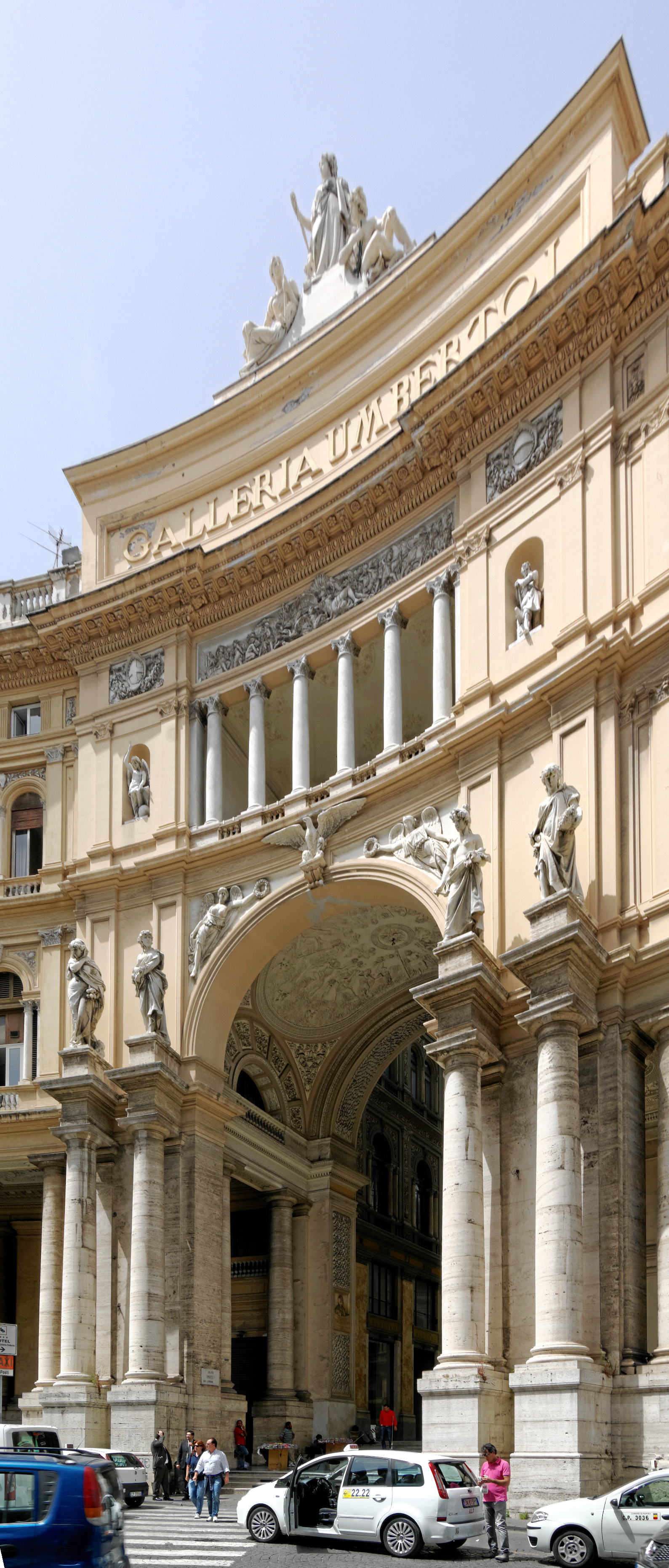
Haupteingang der Galleria Umberto I gegenüber dem Teatro San Carlo

Die Galleria Umberto I ist eine Einkaufspassage in der Altstadt Neapels.
Die Galerie liegt direkt gegenüber dem weltberühmten Opernhaus Teatro San Carlo. Sie wurde in den Jahren 1887 bis 1890 nach Plänen von Emmanuele Rocco und Ernesto di Mauro erbaut und war Teil der Stadterneuerung nach der Choleraepidemie von 1884. Die Passage besteht aus zwei sich kreuzenden Armen mit tonnenförmigen Glasdächern. Eine große Glaskuppel überdacht den Kreuzungsbereich der beiden Arme. 

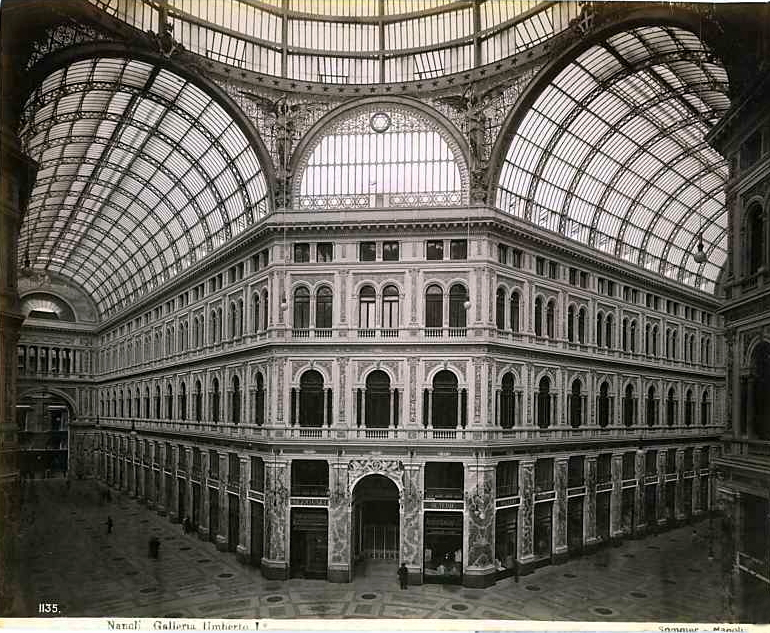
Die Galleria Umberto I um 1900
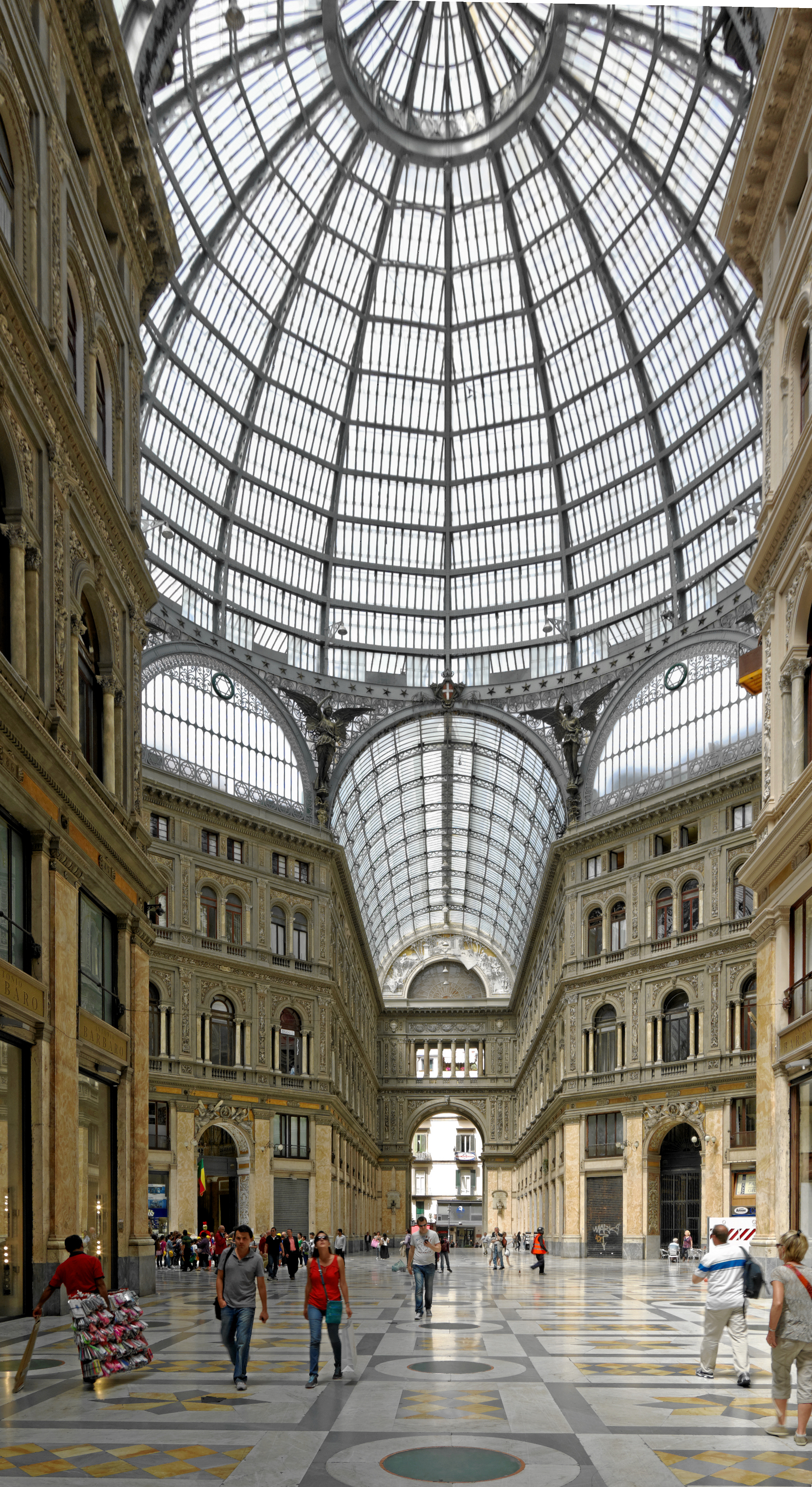
Das Innere der Galleria Umberto I
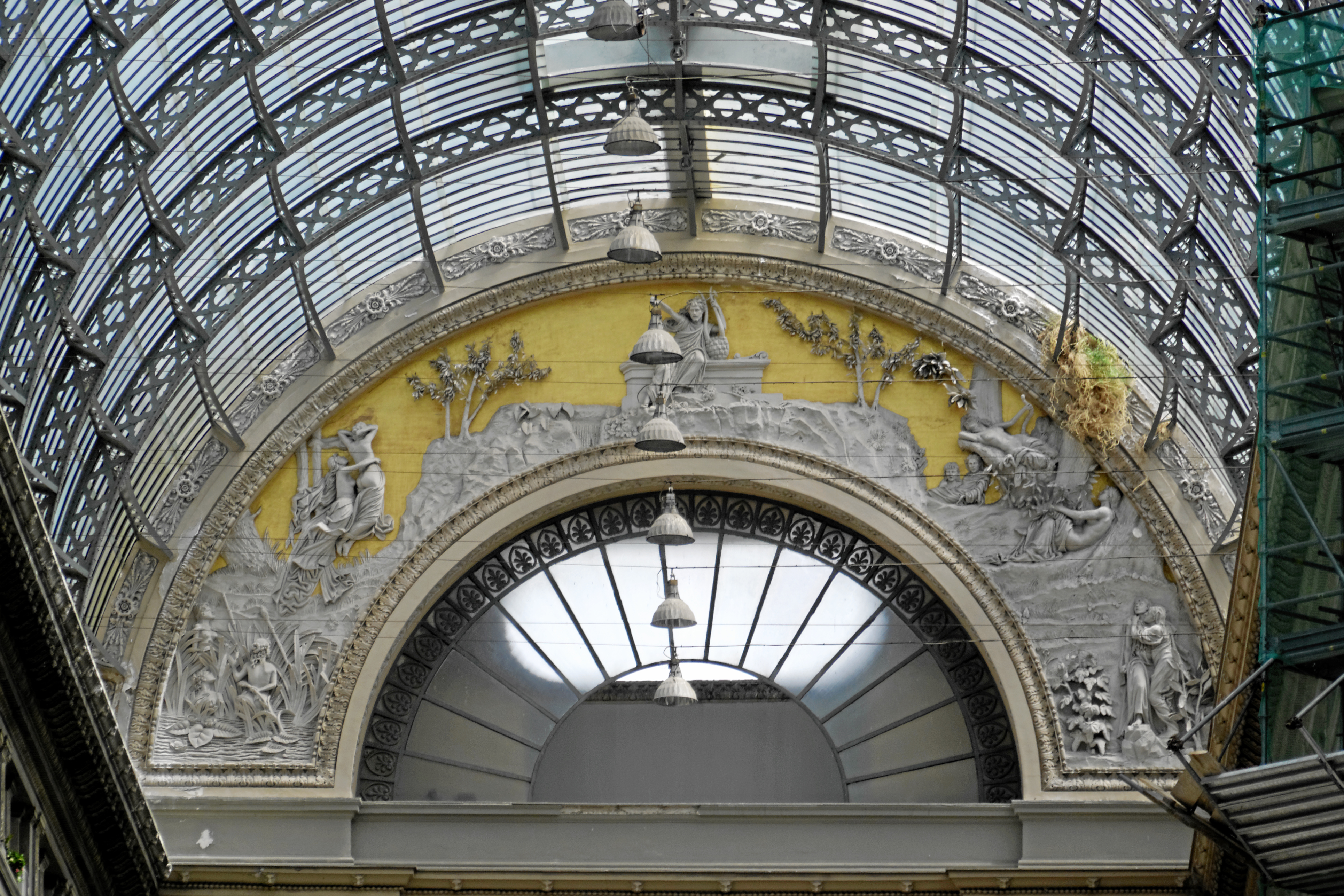
Ein Armende
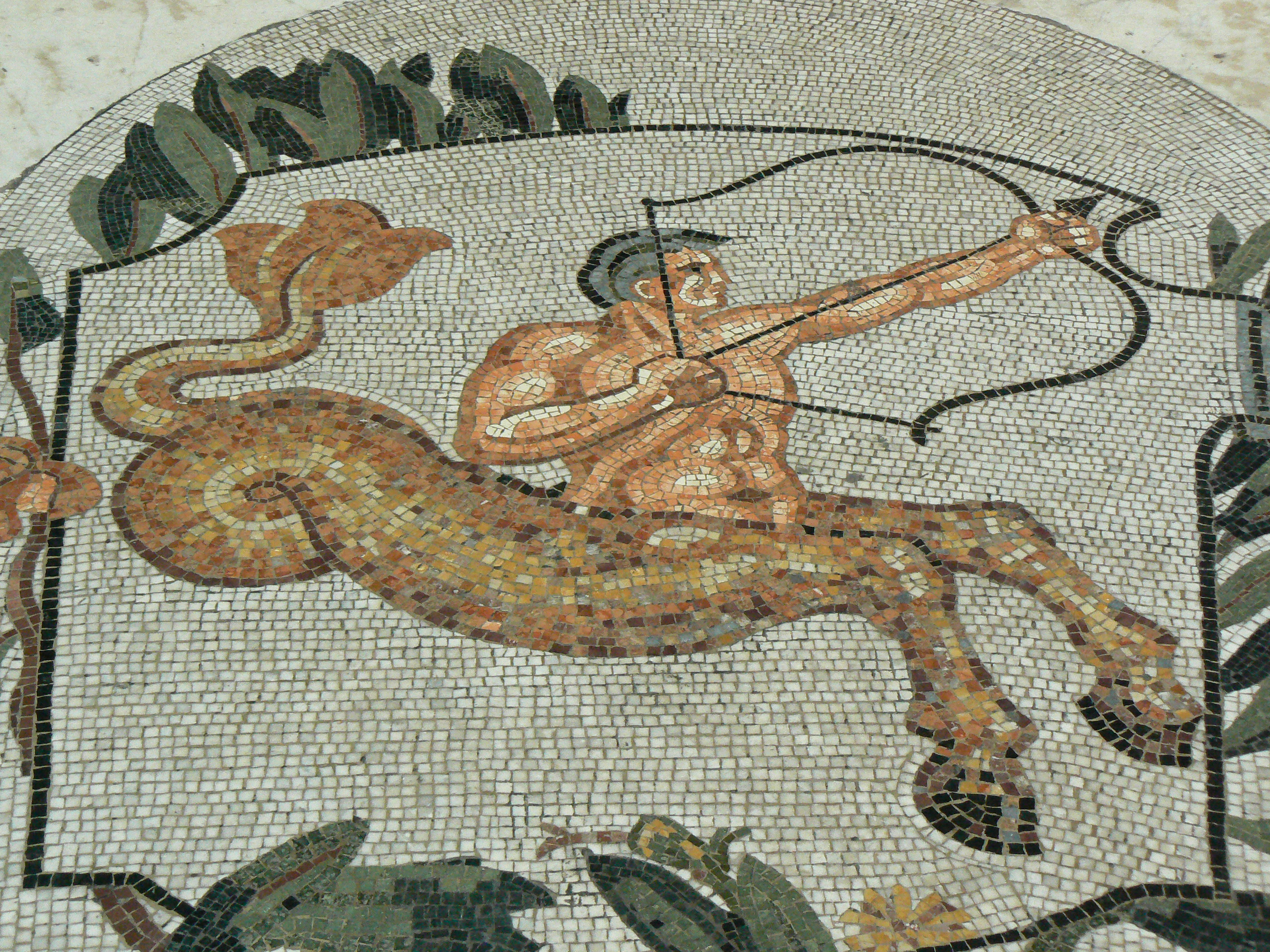
Detail des Fußbodens
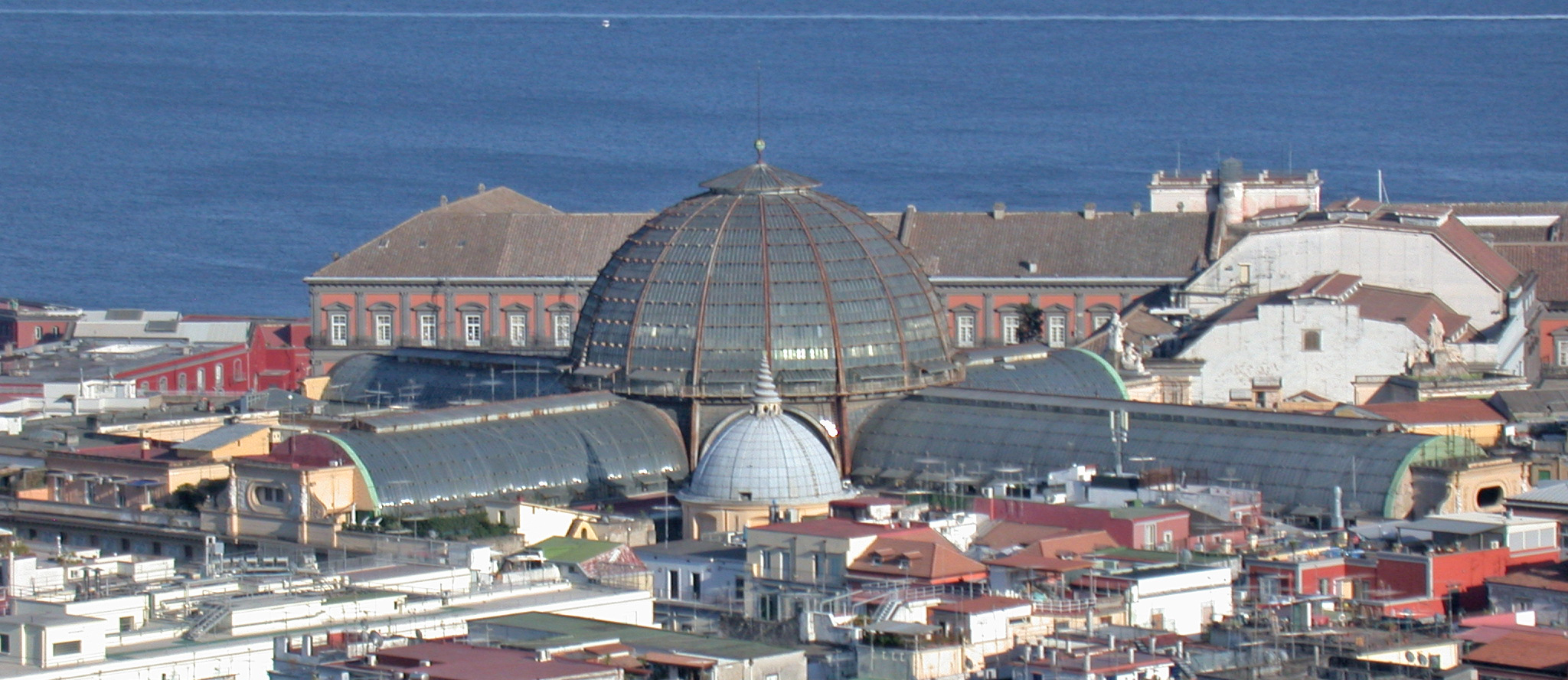
Die Galleria Umberto I von oben